# 33761 Honoranavid
33761 Honoranavid è un asteroide della fascia principale. Scoperto nel 1999, presenta un'orbita caratterizzata da un semiasse maggiore pari a 2,4047334 UA e da un'eccentricità di 0,1518194, inclinata di 5,38927° rispetto all'eclittica.